# Marmota baibacina
La marmota gris es una especie de roedor esciuromorfo de la familia Sciuridae. Es una de las marmotas más grandes del género Marmota. Habita en pastizales montañosos y Matorrales de Asia central. Se encuentra en la provincia de Xinjiang en China, el sureste de Kazajistán, Kirguistán, Mongolia y en las montañas Altái y Tien Shan en el sureste de Siberia en Rusia . Las marmotas grises forman grupos sociales, viven en madrigueras e hibernan.

## Descripción
La marmota gris pesa de 4 a 6.5 kg y algunos individuos alcanzan cerca de 8 kg antes de la hibernación. El tamaño del cuerpo varía según la época del año (si es antes o después de la hibernación) y con la latitud y la elevación. En general, el tamaño del cuerpo aumenta a mayor latitud y elevación y disminuye a menor latitud y elevación Las marmotas grises pueden perder hasta el 30% de la masa corporal durante la hibernación estacional prolongada. Son pequeños y robustos con miembros musculosos y colas cortas. La longitud total del cuerpo varía de aproximadamente 60 a 80 cm, que incluye la cola de 13 a 15 cm de largo. Los pies delanteros tienen 4 dedos y garras fuertes para excavar, mientras que los pies posteriores tienen 5 dedos. El pelaje del dorso es de color beige a canela con pelos de color marrón a negro o puntas de cabello mezcladas en todo el pelo, dándole un aspecto gris al pelaje. El lado ventral es un marrón más anaranjado rojizo. La longitud de la cola es similar a la del cuerpo, pero tiene una punta de color marrón oscuro a negro. Las orejas son pequeñas y redondas y de color claro. La cara es de color marrón oscuro en las mejillas con un marrón amarillento más claro alrededor de la boca. El albinismo se da en esta especie. Las marmotas grises no son conocidas por exhibir dimorfismo sexual (diferencias entre machos y hembras), pero en la mayoría de las especies de marmotas los machos adultos son más grandes que las hembras adultas. Las marmotas grises también tienen glándulas de la mejilla y glándulas anales.